# Panoa
Panoa là một chi nhện trong họ Desidae.